# Halichondrin B
Halichondrin B er en kompleks polyether, som er isoleret fra det primitive marine dyr Halichondria okadai, en såkaldt havsvamp, og som har fundet anvendelse som lægemiddel mod cancer. 

## Syntese
Den fuldstændige syntese af stoffet blev udført i 1990 Senere blev der syntetiseret simplere analoger til halichondrin, som havde samme eller forøget biologisk aktivitet.

## Cancerdræber
I en serie studier blev det vist at halochondrinerne har celledræbende (cytotoksisk] virkning. Mekanismen består i at forhindre tubulinfilamenternes dannelse, hvorved celledelingen standses i G2 fasen af mitosen Grundet denne biologiske aktivitet, fungerer halichondrin B som en effektiv dræber af cancerceller, hvilket førte til udviklingen af den kliniske kandidat E7389